# Tomasa Tito Condemayta
Tomasa Tito Condemayta (Acomayo, 1740 - Cusco, 18 de maio de 1781) foi a líder da brigada feminina na revolução indígena peruana, ocorrida no século XVIII, contra a exploração do Império Espanhol no Peru. É considerada uma precursora da Independência do Peru.

## Biografia
Tomasa Tito Condemayta nasceu em 1740, em Acomayo, no distrito de Acos, filha de Alfonsa Hurtado de Mendoza e do cacique Sebastián Tito Condemayta. Sua família pertencia a nobreza indígena que chefiava Acos. E Tomasa foi a única mulher da região a se tornar cacique.
Durante a rebelião indígena, os homens da região de Acos foram lutar ao lado de Túpac Amaru II. Sabendo que o exército espanhol estava direcionando o ataque a Cusco, Condemayta mobilizou um grupo de mulheres para a luta, esse grupo ficou conhecido como a Brigada de Mulheres Soldados. Em 1780, a brigada defendeu a ponte de Pillpinto, utilizando estilingues, huaracas, pedras e paus. Conseguiram queimar a ponte, retardando o avanço do exército espanhol. Essa batalha entrou para a história como a Batalha de Pillpinto. Também liderou a defesa de Sangarará, onde reuniu todo o povoado para lutar, com pedras e ferramentas agrícolas.

Foi capturada e condenada, junto com Micaela Bastidas e Túpac Amaru II. Em 18 de maio de 1781, foi torturada e executada em Cusco.